# Ludwik Skrzypek
Ludwik Skrzypek (ur. 9 sierpnia 1891 w Górkach Wielkich, zm. 23 maja 1965 w Cieszynie) – polski nauczyciel, kapitan piechoty Wojska Polskiego, przedsiębiorca

## Życiorys
Ludwik Skrzypek był synem Jana (wójt gminy Górki Wielkie) i Marii z d. Krząszcz. Ukończył w Górkach Wielkich 3-klasową Szkołę Ludową, a następnie uczył się w Skoczowie w Szkole Wydziałowej. Później rozpoczął naukę w Cieszynie w Seminarium Nauczycielskim, uzyskując maturę w 1910 roku oraz Wyższego Kursu Nauczycielskiego we Lwowie (1912). Następnie do 1 sierpnia 1914 roku pracował jako nauczyciel ludowy w Boguminie, Ostrawie i Szczakowej.
Powołany do cesarsko-królewskiej Obrony Krajowej, jako jednoroczny ochotnik, w której od 1 sierpnia 1914 roku do 30 października 1918 roku odbywał służbę w 31 pułku piechoty Obrony Krajowej w Cieszynie. Do 1 stycznia 1915 roku przebywał w szkole oficerskiej we Freibergu z której powrócił do pułku jako instruktor. Od 21 kwietnia do 18 lipca 1918 roku walczył na froncie rosyjskim na stanowisku dowódcy plutonu. Został ranny w prawą stopę i przez 2.5 miesiąca kurował się we Lwowie, Kesckemelu oraz w Pieszczanach w zakładach kąpielowych. Po leczeniu powrócił do pułku, pełniąc obowiązki instruktora oraz dowódcy kompanii marszowej. Ponownie walczył na froncie rosyjskim od 8 grudnia 1917 do 20 marca 1918 roku, pełniąc obowiązki dowódcy kompanii, a następnie walczył na froncie włoskim od 20 marca do 1 maja 1918 roku. Przez okres 6 tygodni instruktor przysposobienia kawalerii do służby w piechocie i jego ostatni przydział w armii austriackiej to stanowisko dowódcy szkoły podoficerskiej oraz korpusu jednorocznych ochotników przy kadrze 31 pułku strzelców w Cieszynie. W czasie służby w c. k. Obronie Krajowej awansował kolejno na stopień: na podchorążego (23 kwietnia 1915 roku), chorążego (25 grudnia 1915 roku), podporucznika (1 stycznia 1916 roku) i porucznika (1 maja 1918 roku).
Był jednym z organizatorów, który przygotowywał na terenie Śląska Cieszyńskiego przejęcie władzy z rąk austriackich. Nocą z 31 października na 1 listopada 1918 roku Polacy przejęli miejscowe koszary w Cieszynie. Porucznik Skrzypek pełnił obowiązki dowódcy I batalionu zapasowego. 6 listopada 1918 roku porucznikowi Skrzypkowi powierzono dowodzenie 31 pułkiem piechoty, a funkcję tę pełnił do 6 grudnia tegoż roku, by następnie do 24 stycznia 1919 roku przy cieszyńskiej Radzie Narodowej objąć stanowisko referenta wojskowego.
Podczas napadu wojsk czechosłowackich, na terenie Żywiecczyzny zorganizował improwizowane kompanie. Na czele półbatalionu górskiego obsadził odcinek Istebnej, uniemożliwiając 29 stycznia 1919 roku obejście przez Czechosłowaków lewego skrzydła głównych pozycji polskich. Na froncie śląskim do 10 marca 1919 roku wykonywał obowiązki oficera łącznikowego między gen. Franciszkiem Aleksandrowiczem a gen. Franciszkiem Latinikiem. Krótko w pułku pozostawał referentem oświatowym. 20 marca 1919 roku otrzymał bezterminowe urlopowanie z powodu interwencji Krajowej Rady Szkolnej. 30 czerwca 1919 roku zwolniony z Wojska Polskiego. Współorganizator baonu ochotników ziemi cieszyńskiej i żywieckiej podczas III powstania śląskiego.
Później pracował w Cieszynie na stanowisku dyrektora Towarzystwa dla Handlu i Przemysłu Drzewnego '„Las”', następnie był dyrektorem zarządzającym cieszyńską Komunalną Kasą Oszczędności Miasta Cieszyna (1932–1939). Właściciel własnego przedsiębiorstwa handlu drzewem (1926–1931).
Został zweryfikowany w stopniu kapitana rezerwy ze starszeństwem z dniem 1 czerwca 1919 roku i przydziałem do 3 pułku Strzelców Podhalańskich, który stacjonował w Bielsku, a III batalion w Cieszynie.
Zmarł w Cieszynie. Został pochowany na Centralnym Cmentarzu komunalnym przy ul. Katowickiej w Cieszynie (sektor X-17-4).
Był żonaty z Anną z d. Utler (1894–1969), z którą mieli troje dzieci: Marię (1918–1941) i Karola (1920–1987) i Jana (1926–1998).

## Ordery i odznaczenia
- Krzyż Niepodległości (2 sierpnia 1931)[13]
- Krzyż Walecznych (1 listopada 1921)
- Srebrny Krzyż Zasługi (dwukrotnie[3]: po raz pierwszy 2 lipca 1932[14])
- Śląski Krzyż Powstańczy I kl.
- Gwiazda Górnośląska
- Krzyż na Śląskiej Wstędze Waleczności i Zasługi
- Krzyż za Obronę Śląska Cieszyńskiego II kl. (2 października 1919)[15]
- Medal Pamiątkowy za Obronę Śląska Cieszyńskiego
- Srebrny Medal Zasługi Wojskowej Signum Laudis z mieczami na wstążce Krzyża Zasługi Wojskowej (Austro-Węgry)[16]
- Srebrny Medal Waleczności II kl. (Austro-Węgry)[16]

## Upamiętnienie
W Cieszynie i Górkach Wielkich są ulice noszące imię Ludwika Skrzypka.